# Гізер Маккомб
Гізер Енн Маккомб (англ. Heather Ann McComb; нар. 2 березня 1977) — американська акторка театру та кіно, кінопродюсерка.

## Життєпис
5 липня 2003 року одружилася з актором Джеймсом Ван Дер Біком. Розійшлася у квітні 2009, офіційно шлюб розірвано 31 березня 2010 року.

## Фільмографія
| Рік       |    | Українська назва            | Оригінальна назва              | Роль                                       |
| --------- | -- | --------------------------- | ------------------------------ | ------------------------------------------ |
| 1989      | ф  | Нью-Йоркські історії        | New York Stories               | Зої                                        |
| 1990      | с  | Нація прибульців            | Alien Nation                   | Сінді (одна серія)                         |
| 1990      | с  | Аутсайдери                  | The Outsiders                  | Белінда Дженкінс (9 серій)                 |
| 1990      | с  | Тридцять-з-чимось           | Thirtysomething                | Мелоді Клейн (одна серія)                  |
| 1991      | ф  | Кікбоксер 2: Дорога назад   | Kickboxer 2: The Road Back     | Ліза                                       |
| 1991      | с  | Той, хто телефонує опівночі | Midnight Caller                | (одна серія)                               |
| 1991      | с  | Хто тут бос?                | Who's the Boss?                | Патриція (одна серія)                      |
| 1991      | с  | Чудові роки                 | The Wonder Years               | Сінді (одна серія)                         |
| 1992      | ф  | Залишайтеся з нами          | Stay Tuned                     | Діана Нейбл                                |
| 1993      | ф  | Бетховен 2                  | Beethoven's 2nd                | Мішель                                     |
| 1994      | с  | Строго на південь           | Due South                      | Селін (одна серія)                         |
| 1994      | с  | Грейс у вогні               | Grace Under Fire               | Джулі Ширлі (одна серія)                   |
| 1994      | с  | Сирени                      | Sirens                         | Лора Дауні (одна серія)                    |
| 1995      | с  | Надія Чикаго                | Chicago Hope                   | Мелісса Конел (одна серія)                 |
| 1995      | с  | Цілком таємно               | The X-Files                    | Шеннон Аусбер (серія «Длань Караюча»)      |
| 1995      | с  | Чудеса науки                | Weird Science                  | Торі (одна серія)                          |
| 1996      | ф  |                             | God's Lonely Man               | Крістіна Бірч                              |
| 1996      | тф | Ніхто не скаже              | No One Would Tell              | Ніккі                                      |
| 1996      | ф  | Покоління X                 | Generation X                   | Юбілі                                      |
| 1997      | с  |                             | Cracker                        | Ді Ді Вілдер (одна серія)                  |
| 1997      | с  | Тисячоліття                 | Millennium                     | Ді Ді Вілдер (одна серія)                  |
| 1997—1998 | с  | Профайлер                   | Profiler                       | Френсіс Мелон (17 серій)                   |
| 1998      | ф  | Дикі коні                   | Wild Horses                    | Autumn                                     |
| 1998      | ф  | Здібний учень               | Apt Pupil                      | Беккі Траск                                |
| 1998      | ф  | Де Марлоу?                  | Where's Marlowe?               | трофейна дружина                           |
| 1998—1999 | с  | Нас п'ятеро                 | Party of Five                  | Меггі (11 серій)                           |
| 1999      | ф  | Фрік говорить про секс      | Freak Talks About Sex          | Ніколь                                     |
| 1999      | ф  |                             | The Joyriders                  | Крістел                                    |
| 1999      | ф  | Де завгодно, тільки не тут  | Anywhere but Here              | Джаніс Перлман                             |
| 1999      | ф  |                             | 2 Little, 2 Late               | Голлі Шеннон                               |
| 1999      | с  | Практика                    | The Practice                   | Лінетт Гейс (1 серія)                      |
| 2000      | тф | Якби стіни могли говорити 2 | If these walls could talk 2    | Діана                                      |
| 2001      | ф  | Кафе «Донс Плам»            | Don's Plum                     | Констанс                                   |
| 2001      | ф  |                             | Nice Guys Finish Last          | Сьюзі                                      |
| 2002      | ф  |                             | Devious Beings                 | Джоді                                      |
| 2002      | ф  |                             | Artie                          | Емілі Міллер                               |
| 2002      | с  | C.S.I.: Місце злочину Маямі | CSI: Miami                     | Джинні Тейлор (1 серія)                    |
| 2003      | ф  | Всі справжні дівчата        | All the Real Girls             | Мері-Маргарет                              |
| 2005      | с  | Розслідування Джордан       | Crossing Jordan                | Кейт (1 серія)                             |
| 2005      | с  | CSI: Місце злочину          | CSI: Crime Scene Investigation | Аннабель Фрост (1 серія)                   |
| 2005      | с  | Інстинкт вбивці             | Killer Instinct                | Сара Міллер (1 серія)                      |
| 2005      | с  | Місце злочину: Нью-Йорк     | CSI: NY                        | Гізер Довсон (1 серія)                     |
| 2006      | ф  |                             | Steel City                     | Люсі Джеймс                                |
| 2006      | с  | Акула                       | Shark                          | Джанет Батлер (1 серія)                    |
| 2006      | с  | Без сліду                   | Without a Trace                | Меган Салліван (1 серія)                   |
| 2008      | ф  |                             | Chasing the Green              | Лінн                                       |
| 2008      | ф  | Зграя акул                  | Shark Swarm                    | Емі Цукерман                               |
| 2008      | с  | Втеча з в'язниці            | Prison Break                   | Ріта Морган (4 серії)                      |
| 2009      | ф  | 2012: Наднова               | 2012: Supernova                | Лора Келвін                                |
| 2009      | с  | Касл                        | Castle                         | Ніколь Морріс (1 серія)                    |
| 2010      | с  | Подія                       | The Event                      | агент ФБР Анджела Кольєр (періодична роль) |
| 2011      | с  | Доктор Хаус                 | House                          | Тереза (1 серія)                           |
| 2017      | тф |                             | Girl Followed                  | Еббі                                       |
| 2017      | тф |                             | Sweet Home Carolina            | Діана                                      |
| 2019      | тф |                             | Seduced By A Killer            | Ненсі                                      |